# Gitarrengriff

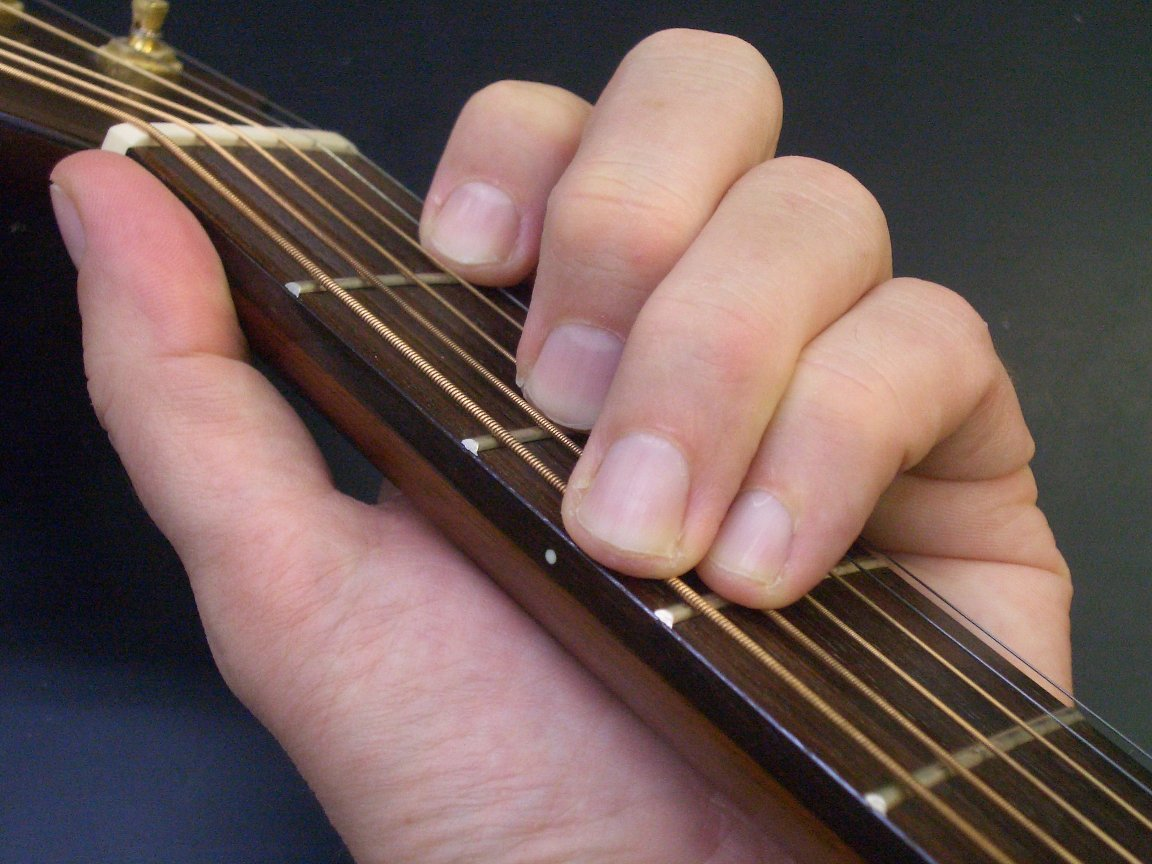
C-Dur-Akkord als „Gitarrengriff“ mit G-Bass (Akkordsymbol: „C/G“)

Die Bezeichnung Gitarrengriff (auch verkürzt zu Griff) wird im informellen Musikerjargon weitgehend synonym zu Gitarrenakkord oder (weniger spezifisch) zu Akkordgriff verwendet und bezieht sich in der Regel auf Fingerkonstellation, mit denen sich mehrere Töne auf verschiedenen Saiten der Gitarre (in der Regel Akkorde) mit einer einzigen Greifaktion realisieren lassen. Die dabei auf dem Griffbrett entstehenden Griffmuster lassen sich – unabhängig von ihrer Darstellungsform als Akkorddiagramm, Tabulatur, Akkordsymbol oder in Musiknotation – sowohl visuell als auch haptisch als „Griffbilder“ bzw. „Griffprofile“ memorieren.

## Systematik
Gitarrengriffe lassen sich als Akkorde gemäß ihrer klanglichen Konstellation nach Lage des Basses (als Grundstellung oder Umkehrungen) bzw. nach Klanglage (engl.: voicing) der obersten Stimme kategorisieren. Die nachfolgende Einteilung orientiert sich hingegen ausschließlich am technischen Aspekt der Transponierbarkeit, d. h. der Verschiebbarkeit eines Griffmusters entlang des Griffbretts. 

### Uneingeschränkt verschiebbare Gitarrengriffe
Alle im Bereich der ersten drei (in Ausnahmefällen auch vier) Bünde mit maximal drei Greiffingern realisierbaren Griffmuster lassen sich als horizontal verschiebbare „Basisgriffe“ mittels Barré-Technik, bei der zumeist mit dem Zeigefinger der Greifhand mehrere (bis zu sechs) Saiten in einem Bund verkürzt werden, ohne Veränderung des jeweils zugrunde liegenden Griffmusters in verschiedenen Positionen auf dem Griffbrett spielen, wobei sich hierbei in der Horizontale lediglich die Lage auf dem Griffbrett ändert:

C-Dur-Griff in der I. Lage mit Leersaiten
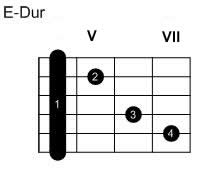
dto. mit Barré in der IV. Lage (E-Dur)

### Eingeschränkt verschiebbare Gitarrengriffe

Eingeschränkt verschiebbarer Gitarrengrff

Auch sogenannte „offene Griffe“, für deren Realisation in der I. Lage alle vier Greiffinger und eine bzw. zwei Leersaiten benötigt werden und die daher nicht unmittelbar zu Barrégriffen umgewandelt werden können, sind zumindest eingeschränkt verschiebbar, sofern durch die offenen Saiten beim Transponieren in höhere Lagen keine unerwünschten Dissonanzen entstehen oder die Leersaiten abgedämpft bzw. nicht angeschlagen werden. 
Verschiebt man beispielsweise den links abgebildeten Gitarrengriff eines H-Dur-Septimakkords (H7) – der aufgrund seines Fingersatzes nicht in einen Barrégriff umgewandelt werden kann – in eine andere Lage, ergibt sich durch die offene 2. Saite (Tonhöhe h, hier durch einen schwarzen Punkt markiert) ohne Abdämpfen der 2. Saite zumeist eine Dissonanz. Ausnahmen sind die Verschiebung in die III. (C#7) VI. (E7) oder IX. Lage (G7), da in diesen Fällen die offene 2. Saite mit dem jeweiligen Akkord konsoniert.
Bisweilen werden die dissonanten Reibungen, die sich durch Verschiebung offener Griffe in höhere Lagen mit gleichzeitig erklingenden offenen Leersaiten ergeben, zur Erzeugung impressionistisch wirkender Akkordfärbungen genutzt, so beispielsweise in zahlreichen Kompositionen von Heitor Villa-Lobos (siehe hierzu den Mittelteil der Etude 1) und in den Akkordfolgen der Flamencomusik, bei denen die teilweise scharfen Klangkontraste zwischen Gitarrengriffen und Leersaiten zu einem charakteristischen Stilmittel geworden sind.